# Hong Kong (série télévisée)
Pour les articles homonymes, voir Hong Kong (homonymie).
Hong Kong est une série télévisée américaine en 27 épisodes de 60 minutes, en noir et blanc, créée par Robert Buckner et diffusée entre le 28 septembre 1960 et le 29 mars 1961 sur le réseau ABC.
En France, la série a été diffusée à partir du 17 mai 1964 sur RTF Télévision 2, et au Québec à partir du 20 septembre 1965 à Télé-Métropole.

## Synopsis
Cette série met en scène les enquêtes journalistiques de Glenn Evans, correspondant américain à Hong Kong.

## Distribution
- Rod Taylor : Glenn Evans
- Lloyd Bochner : Neil Campbell
- Harold Fong : Fong
- Gerald Jann : Ling
- Jack Kruschen : Tully
- Mai Tai Sing (en) : Ching Mei

## Épisodes
Le pilote non-diffusé de 30 minutes, Blind Justice, a été remanié et diffusé en tant que septième épisode, Blind Bargain.
1. Effacer l'action (Clear for Action)
2. Assassiner royale (Murder Royal)
3. Perle de Fleur (Pearl Flower)
4. Pirate (Freebooter)
5. L'Impératrice Jade (The Jade Empress)
6. Le Saut du dragon (The Jumping Dragon)
7. Titre français inconnu (Blind Bargain)
8. Colonel Cat (Colonel Cat)
9. Titre français inconnu (The Turncoat)
10. Titre français inconnu (To Catch a Star)
11. Titre français inconnu (Nine Lives)
12. La Coupe du Dragon (The Dragon Cup)
13. Quand les étrangers se réunissent (When Strangers Meet)
14. Titre français inconnu (Suitable for Framing)
15. Leçon de peur (Lesson in Fear)
16. Titre français inconnu (The Survivor)
17. Titre français inconnu (Night Cry)
18. Titre français inconnu (Double Jeopardy)
19. Titre français inconnu (Lady Godiva)
20. Le Chassé (The Hunted)
21. Avec tristesse mortelle (With Deadly Sorrow)
22. Assassiner par procuration (Murder by Proxy)
23. La Femme en gris (The Woman in Gray)
24. Titre français inconnu (Love, Honor, and Perish)
25. Titre français inconnu (The Innocent Exile)
26. Titre français inconnu (The Runaway)